# Scardamia taprobanes
Scardamia taprobanes là một loài bướm đêm trong họ Geometridae.